# Sebastian Karlsson (balonmanista)
Sebastian Carl Percy Karlsson (Gotemburgo, 21 de enero de 1995) es un jugador de balonmano sueco que juega de extremo derecho en el Montpellier Handball. Es internacional con la selección de balonmano de Suecia.

## Palmarés

### Selección nacional
| Campeonato Europeo | Campeonato Europeo | Campeonato Europeo | Campeonato Europeo |
| Año                | Lugar              | Medalla            |                    |
| ------------------ | ------------------ | ------------------ | ------------------ |
| 2024               | Alemania           | Medalla de bronce  |                    |

### IK Sävehof
- Liga sueca de balonmano masculino (2): 2019, 2021
- Copa de Suecia de balonmano (1): 2022
- Copa Europea de la EHF (1): 2014

## Clubes
| Club                 | País    | Año       |
| -------------------- | ------- | --------- |
| IK Sävehof           | Suecia  | 2013-2023 |
| Montpellier Handball | Francia | 2023-2025 |
| Paris Saint-Germain  | Francia | 2025-Act. |